# The Blue Nile
The Blue Nile sono un gruppo alternative pop scozzese originario di Glasgow composto da Paul Buchanan, Robert Bell e Paul Joseph Moore. Il loro stile, inizialmente basato sull'utilizzo prevalente di sintetizzatori e strumentazione elettronica, negli ultimi lavori ha visto un uso maggiore di chitarre.
Seguendo l'orma di artisti affermati come Rickie Lee Jones e Peter Gabriel, che in seguito ebbero modo di collaborare con loro, il gruppo ottenne ottime recensioni positive soprattutto per i primi due album A Walk Across the Rooftops e Hats, pubblicati negli anni ottanta, ed un discreto successo commerciale sia nel Regno Unito che negli Stati Uniti grazie al quale il gruppo poté lavorare con ampio numero di artisti negli anni a venire.
Negli anni successivi il gruppo collaborò anche con l'industria pubblicitaria nella realizzazione delle musiche di alcuni spot.

## Formazione
Storica
- Paul Buchanan – voce, chitarra, tastiere (1981-2008)
- Robert Bell – basso, tastiere (1981-2008)
- Paul Joseph "PJ" Moore – tastiere, sintetizzatore (1981-2005)

Turnisti
- Nigel Thomas – batteria, percussioni (1984-2001)

## Discografia

### Album
| Anno                                                                                               | Titolo                                                                                      | Massima posizione raggiunta | Massima posizione raggiunta | Massima posizione raggiunta |
| Anno                                                                                               | Titolo                                                                                      | UK                          | BEL (FL)                    | NZ                          |
| -------------------------------------------------------------------------------------------------- | ------------------------------------------------------------------------------------------- | --------------------------- | --------------------------- | --------------------------- |
| 1984                                                                                               | A Walk Across the Rooftops - Pubblicato: 13 maggio 1984 - Etichetta: Linn - Formati: LP, MC | 80                          | —                           | 24                          |
| 1989                                                                                               | Hats - Pubblicato: 16 ottobre 1989 - Etichetta: Linn - Formati: LP, MC, CD                  | 12                          | —                           | —                           |
| 1996                                                                                               | Peace at Last - Pubblicato: 10 giugno 1996 - Etichetta: Warner - Formati: LP, MC, CD        | 13                          | —                           | 46                          |
| 2004                                                                                               | High - Pubblicato: 30 agosto 2004 - Etichetta: Sanctuary - Formati: CD, download digitale   | 10                          | 48                          | —                           |
| "—" indica una pubblicazione che non si è classificata o che non è stata pubblicata in quel Paese. |                                                                                             |                             |                             |                             |

### Singoli
| Anno | Titolo                          | Classifiche | Classifiche | Album di provenienza       |
| Anno | Titolo                          | UK          | NLD         | Album di provenienza       |
| ---- | ------------------------------- | ----------- | ----------- | -------------------------- |
| 1981 | I Love This Life/The Second Act | —           | —           | /                          |
| 1984 | Tinseltown in the Rain          | 87          | 29          | A Walk Across the Rooftops |
| 1984 | Stay                            | 97          | —           | A Walk Across the Rooftops |
| 1989 | The Downtown Lights             | 67          | —           | Hats                       |
| 1990 | Headlights on the Parade        | 72          | —           | Hats                       |
| 1990 | Saturday Night                  | 50          | —           | Hats                       |
| 1996 | Happiness                       | 82          | —           | Peace at Last              |
| 2004 | I Would Never                   | 52          | —           | High                       |

### Paul Buchanan
- Mid Air (Newsroom, 2012)